# Aufidus alboater
Aufidus alboater är en insektsart som beskrevs av Walker 1870. Aufidus alboater ingår i släktet Aufidus och familjen spottstritar. Inga underarter finns listade i Catalogue of Life.